# Рос-Лейтинен, Илеана
Илеана Рос-Лейтинен (англ. Ileana Ros-Lehtinen, род. 15 июля 1952, Гавана, Куба) — американский политик, член Республиканской партии.

## Биография
Степени бакалавра искусств по педагогике и магистра искусств по педагогике лидерства получила во Флоридском международном университете.
Степень PhD по педагогике высшей школы получила в Университете Майами.
В 1982—1986 годах член Палаты представителей штата Флорида.
В 1987—1989 годах член сената штата Флорида.
С 1989 года член Палаты представителей США от штата Флорида.
С 2011 по 2013 глава Комитета Палаты представителей по иностранным делам, ранее заместитель председателя Комитета, член Комитета.
Противница признания независимости Палестины. В дни войны в Грузии выступила с требованием немедленного прекращения огня и предложением заменить российских миротворцев из сил ССПМ на «вооруженные силы под эгидой США», она заявляла, что «США и наши союзники должны встать на сторону Грузии в Совете Безопасности ООН». На президентских выборах 2008 года агитировала за республиканского кандидата Джона Маккейна.
Лауреат награды имени Джин Киркпатрик от МРИ (2010).